# Copa Pelé de 1991
I Campeonato Mundial de Masters, também conhecido como Copa Pelé III, foi a quarta edição da Copa do Mundo de Masters, realizada pela primeira vez em Miami, nos Estados Unidos, durante o mês de janeiro de 1991, sendo pela primeira vez realizada fora dos territórios brasileiros. Todos os jogos foram realizados no Joe Robbie Stadium.

## Competições
As duas primeiras edições foram chamadas 'Mundialito de Seniors', ou Copa Pelé I e II. A terceira foi chamada de Copa do Craque de Masters, ou Copa Zico. Por fim, as três últimas foram chamadas Copa do Mundo de Masters.
Na semana da competição estourou a Guerra do Golfo, e o torneio acabou sendo um fracasso de público.
Foi a última edição promovida pela TV Bandeirantes.
O Brasil, comandado por Luís Pereira, Vladimir, Batista, Mario Sérgio, Zenon, Roberto Dinamite e Jayme de Almeida, foi o campeão. O apresentador e narrador Luciano do Valle foi o técnico da equipe na conquista do tricampeonato contra a Argentina, que tinha como destaques o goleiro Hugo Gatti e o atacante Mario Kempes.

## Jogos

### Grupo A
| 19 de janeiro ou 20 de janeiro de 1991 | Alemanha | 1–1 | Brasil | Joe Robbie Stadium, Miami |
|                                        | Cullmann |     | Edu    |                           |

| 22 de janeiro de 1991 | Brasil                  | 2–1 | Itália | Joe Robbie Stadium, Miami |
|                       | Roberto Dinamite · Zico |     | Pruzzo |                           |

| 24 de janeiro ou 18 de janeiro de 1991 | Alemanha | 0–1 | Itália | Joe Robbie Stadium, Miami |
|                                        |          |     | Pruzzo |                           |

| Time     | Pts | J | V | E | D | GP | GC | SG |
| -------- | --- | - | - | - | - | -- | -- | -- |
| Brasil   | 3   | 2 | 1 | 1 | 0 | 3  | 2  | +1 |
| Itália   | 2   | 2 | 1 | 0 | 1 | 2  | 2  | 0  |
| Alemanha | 1   | 2 | 0 | 1 | 1 | 1  | 2  | -1 |

### Grupo B
| 19 de janeiro ou 20 de janeiro de 1991 | Uruguai   | 1–0 | Argentina | Joe Robbie Stadium, Miami |
|                                        | Rodríguez |     |           |                           |

| 22 de janeiro de 1991 | Argentina                             | 5–2 | Inglaterra      | Joe Robbie Stadium, Miami |
|                       | Kempes · Bulleri · Colombatti · Villa |     | Ainscow · Lyons |                           |

| 18 de janeiro ou 24 de janeiro de 1991 | Inglaterra         | 2–1 | Uruguai  | Joe Robbie Stadium, Miami |
|                                        | Worthington · Hill |     | Revetria |                           |

| Time       | Pts | J | V | E | D | GP | GC | SG |
| ---------- | --- | - | - | - | - | -- | -- | -- |
| Argentina  | 2   | 2 | 1 | 0 | 1 | 5  | 3  | +2 |
| Uruguai    | 2   | 2 | 1 | 0 | 1 | 2  | 2  | 0  |
| Inglaterra | 2   | 2 | 1 | 0 | 1 | 4  | 6  | -2 |

## Fase final

### Semifinais
| 24 de janeiro ou 26 de janeiro de 1991 | Brasil                                                      | 4–0 | Uruguai | Joe Robbie Stadium, Miami |
|                                        | Serginho Chulapa · Casarinho · Roberto Dinamite · Zico pen' |     |         |                           |

| 26 de janeiro de 1991 | Argentina | 1–1 | Itália    | Joe Robbie Stadium, Miami |
|                       | Bulleri   |     | Altobelli |                           |

|                                  |     | Penalidades                               |  |
| Bulleri Ruiz J. Martínez Alí Más | 5–4 | Filippi Altobelli Gentile Pruzzo Fontolán |  |

### Disputa do 3º lugar
| 27 de janeiro de 1991 | Itália          | 2–1 | Uruguai | Joe Robbie Stadium, Miami |
|                       | Gentile · Rossi |     | Forlán  |                           |

### Final
| 27 de janeiro de 1991 | Brasil             | 2–1 | Argentina   | Joe Robbie Stadium, Miami                                       |
|                       | Edu 44' · Zico 87' |     | Bulleri 25' | Público: 13 544 Árbitro: Walter Schneiller (Alemanha Ocidental) |

| Brazil | Argentina |

| G                | 12 | Paulo Sérgio     |  |     |     |
| LD               | 3  | Luís Pereira     |  |     |     |
| Z                | 2  | Amaral           |  |     |     |
| Z                | 13 | Jayme de Almeida |  |     |     |
| LE               | 4  | Wladimir         |  |     |     |
| V                | 8  | Batista (c)      |  |     |     |
| M                | 6  | Zenon            |  |     |     |
| M                | 9  | Mário Sergio     |  | 13' |     |
| A                | 14 | Edu              |  | 68' |     |
| A                | 17 | Serginho Chulapa |  | 78' |     |
| A                | 11 | Roberto Dinamite |  |     | 64' |
| Reservas:        |    |                  |  |     |     |
| G                | 21 | Neneca           |  |     |     |
| M                | 10 | Zico             |  | 13' |     |
| M                | 15 | Rivellino        |  |     |     |
| A                | 5  | Nílson Dias      |  |     |     |
| A                | 7  | Cafuringa        |  | 78' |     |
| A                | 11 | Eduardo          |  | 64' |     |
| A                | 22 | César            |  | 68' |     |
| Treinador:       |    |                  |  |     |     |
| Luciano do Valle |    |                  |  |     |     |

| G               | 1  | Hugo Gatti        |  |     |
| LD              | 3  | Pablo Comelles    |  |     |
| Z               | 20 | Orlando Ruiz      |  |     |
| Z               | 13 | Carlos Squeo      |  |     |
| LE              | 5  | Víctor Bottaniz   |  |     |
| M               | 15 | Roberto Zywica    |  |     |
| M               | 2  | Enzo Bulleri      |  |     |
| M               | 11 | Ricardo Villa     |  | 59' |
| M               | 8  | Miguel Colombatti |  | 17' |
| A               | 10 | Pedro Magallanes  |  |     |
| A               | 16 | Mario Kempes      |  | 74' |
| Reservas:       |    |                   |  |     |
| Z               | 4  | Fernando H. Alí   |  | 17' |
| M               | 17 | Jorge Martínez    |  | 59' |
| A               | 19 | Oscar Más         |  | 74' |
| Treinador:      |    |                   |  |     |
| Carmelo Faraone |    |                   |  |     |

## Artilharia
3 gols
| - Enzo Bulleri | - Zico |

2 gols
| - Edu - Mario Kempes | - Roberto Pruzzo - Roberto Dinamite |

1 gol
| - Bernhard Cullmann - Rudy Rodríguez - Hebert Revetria - Pablo Forlán - Miguel Colombatti | - Ricardo Villa - Allan Ainscow - Mike Lyons - Frank Worthington - Gordon Hill | - Serginho Chulapa - Casarinho - Alessandro Altobelli - Claudio Gentile - Paolo Rossi |